# Сатыбалдиев, Алтымыш
Алтымы́ш Сатыбалди́ев (кирг. Алтымыш Салтыбалдиев; 1900, Герей-Шорон, Маргеланский уезд, Ферганская область — неизвестно, Кызыл-Кия) — забойщик шахты «Джал» комбината «Средазуголь» Министерства угольной промышленности восточных районов СССР, гор. Кызыл-Кия Ошской области, Киргизская ССР. Герой Социалистического Труда (1948). Депутат Верховного Совета Киргизской ССР.

## Биография
Родился в 1900 году в крестьянской семье в селе Герей-Шорон (ныне — Ноокатский район).
Трудовую деятельность начал 14-летним подростком на железной дороге на станции Кызыл-Кия. С 1928 года — шахтёр, забойщик шахты «Средазуголь» в городе Кызыл-Кия.
Ежегодно перевыполнял производственный план по добыче угля на 130—150 %. Указом Президиума Верховного Совета СССР от 28 августа 1948 года удостоен звания Героя Социалистического Труда с вручением ордена Ленина и золотой медали «Серп и Молот».
В 1948 году вступил в ВКП(б). Дважды избирался депутатом Верховного Совета Киргизской ССР (1947—1955).
С 1985 года — персональный пенсионер союзного значения. Проживал в городе Кызыл-Кия.